# 리간드장 이론
리간드장 이론(영어: ligand field theory, LFT)은 배위 화합물에서 리간드의 오비탈과 금속의 오비탈의 상호 작용을 고려해 분자 오비탈의 에너지를 설명하는 이론이다.

## 같이 보기
- 결정장 이론
- 전자구름 퍼짐 효과(nephelauxetic effect)